# فروشنده‌ها ۳
فروشنده‌ها ۳ (انگلیسی: Clerks III) فیلمی آمریکایی در ژانر کمدی به نویسندگی و کارگردانی کوین اسمیت است. این فیلم دنبالهٔ فیلم‌های محصول ۱۹۹۴ و ۲۰۰۶ است. بازیگران آن برایان اوهالوران، جف اندرسون، ترور فرمن، آستین زجور، جیسون موس، رزاریو داوسون و اسمیت هستند. فیلم حول محور راندال گریوز (اندرسون) می‌چرخد که پس از جان سالم به در بردن از حملهٔ قلبی، می‌خواهد با دانته هیکس (اوهالوران) فیلمی دربارهٔ زندگی‌شان در کوئیک استاپ بسازد.
فروشنده‌ها ۳ برای اولین بار در ۴ سپتامبر ۲۰۲۲ در رد بنک، نیوجرسی به نمایش درآمد و در ۱۳ سپتامبر به‌وسیلهٔ لاینزگیت اکران شد.